# Katatonia (film)
Katatonia – polski film fabularny z 2004 roku.

## Obsada
- Anna Kerth − Marta
- Dominik Nowak − Piotrek Wilkos
- Dominika Knapik − Anka
- Krzysztof Zarzecki − Marcin
- Kuba Juszczyk − Tomek
- Mirosława Sobik − Gosia
- Bogusław Kudłek − "Żaba", brat "Cichego"
- Grzegorz Kliś − Rafał "Cichy"
- Przemysław Śmigiel − antyglobalista
- Wojciech Majewski − głos z telewizora
- Agnieszka Szydłowska − Agnieszka Szydłowska
- Agata Bogacka − kuratorka
- Michał Kaczyński − właściciel galerii
- Kazimierz Rudek − kierowca
- Marta Bucka-Honzatko − Kaśka
- Damian Ruta − dresiarz
- Natalia Wojtaszek − psychoterapeutka
- Marta Tomaszek − Martyna
- Agata Kaputa − barmanka
- Magdalena Ufir − mama Tomka
- Marcin Mikos − lekarz
- Tomasz Bielenia − egoista
- Wojciech Leonowicz − gość bez celu